# Philipp Maderthaner
Philipp Maderthaner (* 6. August 1981) ist ein österreichischer Unternehmer, Kampagnen-Experte und Keynote-Speaker. Seit Herbst 2021 ist er Mitglied der Jury in der österreichischen TV-Sendung 2 Minuten 2 Millionen auf Puls 4.

## Leben
Maderthaner hat ein Studium der Internationalen Betriebswirtschaft an der Universität Wien absolviert. Zwischen 2004 und 2011 war er in unterschiedlichen Funktionen für Kampagnen der Österreichischen Volkspartei auf Landes- und Bundesebene verantwortlich.
2011 kehrte er der Politik den Rücken und gründete im April 2012 mit dem Campaigning Bureau „Österreichs erste Campaigning Agentur“, ein Technologie- und Kampagnenunternehmen mit Sitz in Wien und Berlin. Im Mittelpunkt des Unternehmens steht das von ihm entwickelte und durch US-Grassroots-Bewegungen inspirierte „Movement Campaigning“. 2013 schloss sein Unternehmen eine Know-how- und Technologiepartnerschaft mit der US-amerikanischen Kampagnenagentur Blue State Digital. Im Jahr darauf erhielt Maderthaner den „Rising Star Award“ des US-Magazins Campaigns & Elections. Das Campaigning Bureau wurde seit 2016 mit 17 Reed Awards ausgezeichnet, darunter 2021 als „Best International Firm“. Maderthaner gilt als „Kanzlermacher“ hinter dem früheren Kanzler Sebastian Kurz, dessen Wahlkampagne er 2017 federführend verantwortete.
2018 wurde Philipp Maderthaner von Ernst & Young zum österreichischen Unternehmer des Jahres gekürt. 2019 gründete Maderthaner die Business Gladiators GmbH, mit dem Ziel, Unternehmerinnen und Unternehmern dabei zu helfen, in einer veränderten Zeit erfolgreich zu sein. Rund um Philipp Maderthaner entwickelt das Unternehmen eine online Plattform zur Vermarktung von Wissensprodukten, Weiterbildung, Empowerment und Unternehmensberatung. 2020 startete er den Podcast Business Gladiators Unplugged. Als prominentesten Gast konnte er Arnold Schwarzenegger gewinnen.
2021 gab Maderthaner die Gründung von Business Gladiators Consulting bekannt, einer Unternehmensberatung, die sich auf Positionierung und Unternehmenskultur spezialisiert. Im Juni 2021 gründete er die Business Gladiators Ventures GmbH mit dem erklärten Ziel, in Startups zu investieren.
Im August 2021 wurde bekannt gegeben, dass Philipp Maderthaner ab der Herbststaffel 2021 als Investor und Jury-Mitglied in der TV-Sendung 2 Minuten 2 Millionen des Privatsenders Puls4.

## Publikationen
2020 veröffentlichte Maderthaner sein erstes Buch Alles wird gut – 15 Wege zu Erfolg und Erfüllung, einen „Ratgeber für Menschen mit großen Zielen“.

## Kritik
2020 wurde durch einen Datenleak bekannt, dass Maderthaner eine Zusammenarbeit mit dem umstrittenen Datenanalyse-Unternehmen Cambridge Analytica andachte. Laut eigenen Angaben kam es nach der Kontaktaufnahme zu keiner konkreten Zusammenarbeit.
Im Zuge der Corona-Krise wurde er auch in kritischen Kommentaren von Oppositionsparteien genannt, dass er auch bei PR-Aktionen der Regierung in Verbindung mit dem Roten Kreuz stehe, was er selbst dementiert. Seine Agentur sei jedoch für das Rote Kreuz tätig, wie er bestätigt.

## Sonstiges
Mit dem langjährigen ÖVP-Politiker und früheren Wirtschaftskammerpräsidenten Leopold Maderthaner ist er nicht verwandt.

## Auszeichnungen
- 2014: Rising Star Award des US-Magazins Campaigns & Elections
- 2018: EY Entrepreneur Of The Year
- 2020: Digitaler Krisenmanager des Jahres (Opinion Leaders Network)
- 2021: Platz 1 der Besten Arbeitgeber Österreichs (Great Place to Work)